# Liste der italienischen Botschafter in Argentinien
Liste der Leiter der italienischen Auslandsvertretung in Buenos Aires
| Ernennung/Akkreditierung | Name                                        | Bemerkungen                                                            | ernannt von       | akkreditiert während der Regierung von | Posten verlassen |
| ------------------------ | ------------------------------------------- | ---------------------------------------------------------------------- | ----------------- | -------------------------------------- | ---------------- |
| 1863                     | Raffaele Ulisse Barbolani                   |                                                                        | Marco Minghetti   | Bartolomé Mitre                        |                  |
| 1866                     | Luigi Joannini Ceva di San Michele          |                                                                        | Marco Minghetti   | Bartolomé Mitre                        | 1869             |
| 16. Sep. 1868            | Enrico della Croce di Doyola                |                                                                        | Urbano Rattazzi   | Domingo Faustino Sarmiento             |                  |
| 6. Feb. 1876             | Federico Costanzo Spinola                   |                                                                        | Marco Minghetti   | Nicolás Avellaneda                     | 7. Feb. 1879     |
| 7. Sep. 1879             | Saverio Fava                                |                                                                        | Benedetto Cairoli | Nicolás Avellaneda                     | 31. Juli 1881    |
| 23. März 1898            | Obizzo Malaspina                            |                                                                        | Luigi Pelloux     | Julio Argentino Roca                   | 18. Apr. 1901    |
| 1903                     | Francesco Bottaro Costa                     |                                                                        | Giovanni Giolitti | Julio Argentino Roca                   |                  |
| 1910                     | Tommaso Chiaromonte                         |                                                                        | Luigi Luzzatti    | Roque Sáenz Peña                       |                  |
| 1911                     | Vincenzo Macchi dei conti di Collere        |                                                                        | Luigi Luzzatti    | Roque Sáenz Peña                       |                  |
| 1916                     | Vittore Cobianchi                           | Sekretär erster Klasse: Vittorio Cerruti, Handelsattaché: Adolfo Cinci | Paolo Boselli     | Hipólito Yrigoyen                      |                  |
| 6. Okt. 1921             | Giuseppe Colli di Felizzano                 | Attaché Pietro Quaroni                                                 | Ivanoe Bonomi     | Hipólito Yrigoyen                      | 18. Nov. 1923    |
| 18. Nov. 1923            | Luigi Aldrovandi Marescotti                 | Botschafter                                                            | Benito Mussolini  | Marcelo Torcuato de Alvear             |                  |
| 1939                     | Gabriele Preziosi                           |                                                                        | Benito Mussolini  | Roberto María Ortiz                    |                  |
| 12. Dez. 1940            | Rafael Boscarelli                           |                                                                        | Benito Mussolini  | Roberto María Ortiz                    |                  |
| 14. Dez. 1946            | Giustino Arpesani                           |                                                                        | Ferruccio Parri   | Juan Perón                             |                  |
| Juni 1955                | Francesco Babuscio Rizzo                    |                                                                        | Antonio Segni     | Eduardo Lonardi                        | 1961             |
| 1964                     | Alessandro Tassoni Estense di Castelvecchio |                                                                        | Aldo Moro         | Arturo Umberto Illia                   | 1967             |
| 1972                     | Giuseppe De Rege Thesauro                   | 1975–1976: Ratgeber Licio Gelli                                        | Giulio Andreotti  | Juan Perón                             | 1976             |
| 1978                     | Uberto Bozzini                              |                                                                        | Giulio Andreotti  | Jorge Rafael Videla                    |                  |
| 1982                     | Sergio Kociancich                           |                                                                        | Amintore Fanfani  | Alfredo Saint Jean                     |                  |
| 1985                     | Ludovico Incisa di Camerana                 |                                                                        | Bettino Craxi     | Raúl Alfonsín                          | 1991             |
| 1992                     | Claudio Moreno                              |                                                                        | Giuliano Amato    | Carlos Menem                           | 8. Apr. 1993     |
| 8. Apr. 1993             | Giuseppe Maria Borga                        |                                                                        | Lamberto Dini     | Carlos Menem                           | 1997             |
| 2000                     | Giovanni Jannuzzi                           |                                                                        | Giuliano Amato    | Fernando de la Rúa                     |                  |
| 2004                     | Roberto Nigido                              | (* 17. Oktober 1941)                                                   | Silvio Berlusconi | Néstor Kirchner                        |                  |
| 2005                     | Stefano Ronca                               | (* 19. April 1949 in Rom)                                              | Silvio Berlusconi | Néstor Kirchner                        |                  |
| 24. Dez. 2009            | Guido Walter La Tella                       | (* 21. November 1948 in Reggio Calabria)                               | Silvio Berlusconi | Cristina Fernández de Kirchner         |                  |
| 2012                     | Stefano Ronca                               |                                                                        | Mario Monti       | Cristina Fernández de Kirchner         |                  |